# Péter Fülöp Kocsis
Péter Fülöp Kocsis (Seghedino, 13 gennaio 1963) è un arcivescovo cattolico ungherese della Chiesa greco-cattolica ungherese, dal 20 marzo 2015 arcieparca metropolita di Hajdúdorog.

## Biografia
Péter Fülöp Kocsis è nato a Seghedino il 13 gennaio 1963.

### Formazione e ministero sacerdotale
Ha compiuto gli studi per il sacerdozio presso il Collegio teologico greco-cattolico di Sant'Atanasio e presso il Pontificio collegio greco di Sant'Atanasio di Roma. Si è laureato in pedagogia e psicologia all'Università Pontificia Salesiana.
Il 2 agosto 1989 è stato ordinato presbitero per l'eparchia di Hajdúdorog da monsignor Szilárd Keresztes. In seguito è stato insegnante di religione alla scuola elementare greco-cattolica di Nyíregyháza e al ginnasio di Hajdúdorog dal 1990 al 1992 e parroco di Tornabarakony dal 1992 al 1995.
Dal 1995 al 1999 ha ricevuto la formazione monastica come novizio nell'abbazia benedettina bi-rituale di Chevetogne. Il 6 novembre 1998 ha ricevuto la tonsura da monsignor Szilárd Keresztes prendendo il nome monastico di Fülöp. Nel 1999 ha fondato con il confratello Atanáz Orosz una comunità monastica a Damóc, dipendente dal vescovo di Hajdúdorog.

### Ministero episcopale

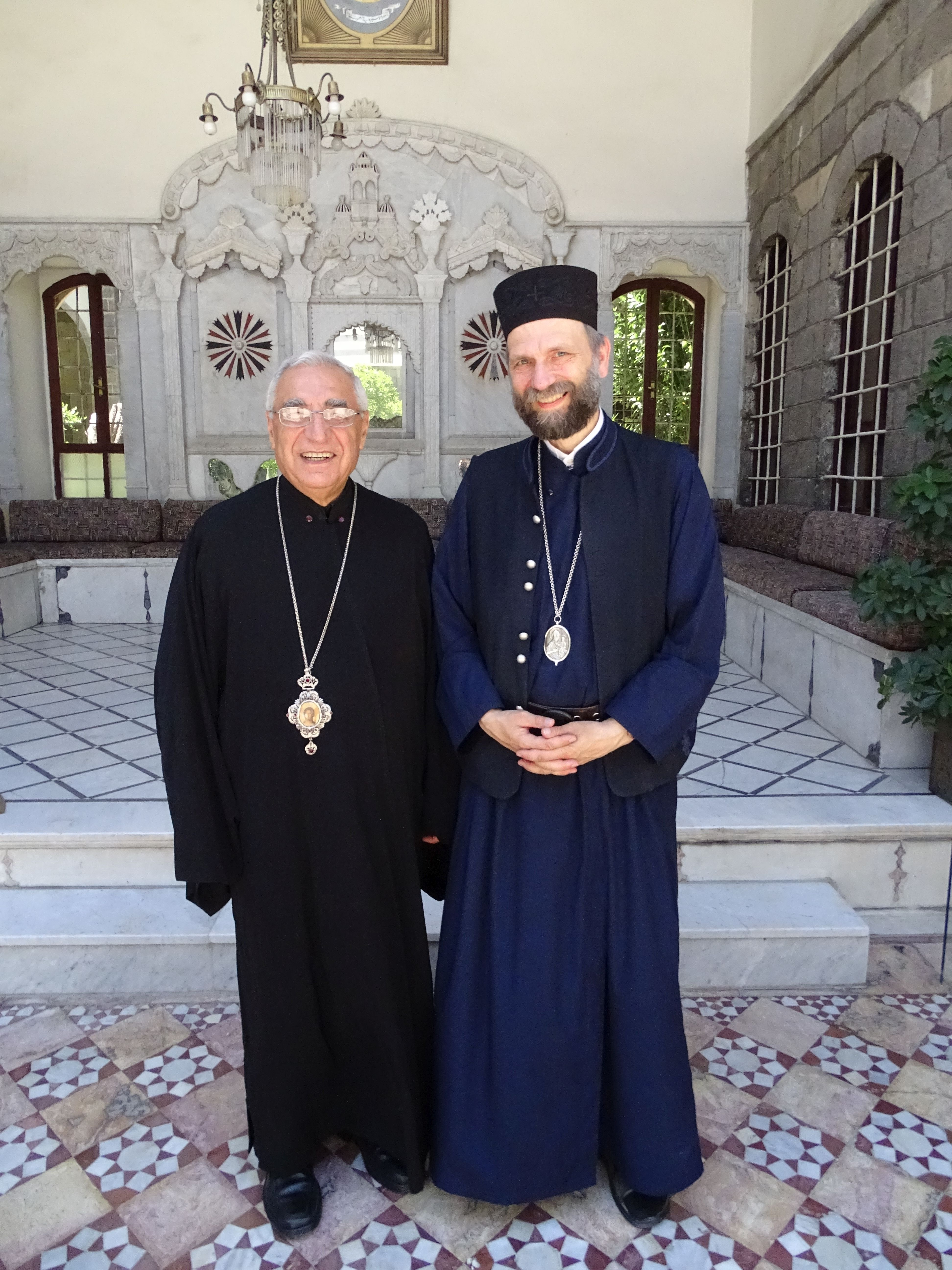
Monsignor Kocsis con il vescovo melchita Youssef Absi. Quest'ultimo è stato eletto patriarca della
sua Chiesa una settimana dopo.

Il 2 maggio 2008 papa Benedetto XVI lo ha nominato eparca di Hajdúdorog e amministratore apostolico di Miskolc. Ha ricevuto l'ordinazione episcopale il 30 giugno successivo nell'allora cattedrale eparchiale dall'eparca emerito di Hajdúdorog Szilárd Keresztes, co-consacranti l'arcieparca metropolita di Prešov Ján Babjak e l'amministratore apostolico di Mukačevo Milan Šašik.
Il 5 marzo 2011 ha lasciato la guida dell'esarcato apostolico di Miskolc.
Il 20 marzo 2015 papa Francesco ha riorganizzato la Chiesa greco-cattolica ungherese e la ha elevata a Chiesa metropolitana sui iuris e ha l'eparchia ad arciperchia e lo ha nominato primo arcieparca metropolita.
Monsignor Kocsis è molto attivo nel sostegno ai cristiani del Vicino Oriente. Nel giugno del 2017 ha visitato Libano e Siria incontrando gli ordinari locali, visitando i campi profughi e consegnando 17 milioni di forint (circa 57 milla dollari) raccolti dai fedeli ungheresi.
Nel novembre del 2017 ha compiuto la visita ad limina.

## Opere
- Kocsis Fülöp, Gaál Sándor e Tóth Katalin, Biblia és pedagógia; Jedlik-Okteszt, Nyíregyháza, 2009 (Pedagógushivatás)
- Matta el Meszkin, Tanácsok az imádsághoz; ford. Kocsis Fülöp; Hajdúdorogi Püspöki Hivatal, Nyíregyháza, 2009 (Görögkatolikus szemle füzetek)
- Fabiny Tamás, Kocsis Fülöp e Székely János, A példázat erejével; Éghajlat, Bp., 2010 (Manréza-füzetek)
- Keleti lélekkel a Kárpát-medencében. Elmer István beszélgetése Kocsis Fülöp, hajdúdorogi megyéspüspökkel; Szent István Társulat, Bp., 2012 (Pásztorok)
- Kocsis Fülöp, Terdik Szilveszter e Véghseő Tamás: ...minden utamat már előre láttad". Görögkatolikusok Magyarországon; Signe, Strasbourg, 2012
- Kocsis Fülöp, Terdik Szilveszter e Véghseő Tamás: ...you have foreseen all of my paths...". Byzantine Rite Catholics in Hungary; Véghseő Tamás, Terdik Szilveszter, Kocsis Fülöp; Signe, Strasburgo, 2012
- Horgony, mely a függöny mögé ér. Hitünk látható jelei, elmélkedések a Hit évében; Hajdúdorogi Egyházmegye, Nyíregyháza, 2013 (Görögkatolikus szemle füzetek)

## Genealogia episcopale e successione apostolica
La genealogia episcopale è:
- Patriarca Geremia II Tranos
- Arcivescovo Michal Rahoza
- Arcivescovo Hipacy Pociej
- Arcivescovo Iosif Rucki
- Arcivescovo Antin Selava
- Arcivescovo Havryil Kolenda
- Arcivescovo Kyprian Žochovs'kyj
- Arcivescovo Lev Zaleski
- Arcivescovo Jurij Vynnyc'kyj
- Arcivescovo Luka Lev Kiszka
- Vescovo György Bizánczy
- Vescovo Inocențiu Micu-Klein, O.S.B.M.
- Vescovo Mihály Emánuel Olsavszky, O.S.B.M.
- Vescovo Vasilije Božičković, O.S.B.M.
- Vescovo Grigore Maior, O.S.B.M.
- Vescovo Ioan Bob
- Vescovo Samuel Vulcan
- Vescovo Ioan Lemeni
- Arcivescovo Spyrydon Lytvynovyč
- Arcivescovo Josyf Sembratowicz
- Cardinale Sylwester Sembratowicz
- Arcivescovo Julian Kuiłovskyi
- Arcivescovo Andrej Szeptycki, O.S.B.M.
- Cardinale Josyp Ivanovyč Slipyj
- Vescovo Joakim Segedi
- Vescovo Imre Timkó
- Vescovo Szilárd Keresztes
- Arcivescovo Péter Fülöp Kocsis

La successione apostolica è:
- Vescovo Ábel Antal Szocska, O.S.B.M. (2018)